# Stanley Lai (Physiker)
Stanley Lai, auch Stan Lai, (* 1977) ist ein kanadisch-deutscher Teilchenphysiker und Professor am II. Physikalischen Instituts an der Georg-August-Universität Göttingen.
Lai studierte Ingenieurwissenschaften  und Physik an der Universität Toronto und wurde dort 2007 in Physik promoviert mit einer Dissertation, die er am Fermilab ausführte (Search for Standard Model Higgs Boson Produced in Association with a Top Anti-top Quark Pair in 1.96 TeV Proton - Anti-proton Collisions). Er arbeitete 2006 bis 2011 als Postdoc und ab 2011 als Akademischer Rat an der Albert-Ludwigs-Universität Freiburg und ist seit 2015 Professor am II. Physikalischen Institut der Georg-August-Universität Göttingen.  Er war von 2018 bis 2020 und dann wieder ab April 2022 Institutsdirektor. 
Sein Forschungsgebiet ist die experimentelle Teilchenphysik. Seine Forschungsgruppe beschäftigt sich insbesondere mit der Physik des Higgs-Bosons (Präzisionsmessungen zur Bestimmung von dessen Eigenschaften und Hinweise daraus auf Physik jenseits des Standardmodells) und der durch das Higgs vermittelten Symmetriebrechung der elektroschwachen Wechselwirkung im Rahmen der ATLAS-Kollaboration am CERN in Genf. Zum Beispiel untersuchte er Tau-Leptonen (und typische Kennzeichen in Detektoren für deren Zerfälle zum Beispiel in Hadronen) als Hinweis auf Physik jenseits des Standardmodells, zum Beispiel als Hinweis auf die Higgs-Bosonen (ein neutrales wie im Standardmodell, zwei geladene) gemäß dem MSSM. In diesem Zusammenhang entwickelte er Rekonstruktionsalgorithmen für Tau-Leptonen-Zerfälle aus den Atlas-Daten. Bis Anfang 2018 hat Lai an über 800 wissenschaftlichen Publikationen mitgewirkt (überwiegend denen von Atlas und CDF mit zahlreichen anderen Wissenschaftlern), darunter der ersten Beobachtung des Higgs-Bosons im ATLAS-Experiment, zudem hat er vier Artikel als alleiniger Autor veröffentlicht.
Vor seiner Beteiligung an ATLAS war er in der CDF-Kollaboration des Fermilab.